# Acronicta superba
Acronicta superba är en fjärilsart som beskrevs av John G. Franclemont 1938. Acronicta superba ingår i släktet Acronicta och familjen nattflyn. Inga underarter finns listade i Catalogue of Life.